# Pentaplana divae
Pentaplana divae is een platworm (Platyhelminthes). De worm is tweeslachtig. De soort leeft in het zoute water.
Het geslacht Pentaplana, waarin de platworm wordt geplaatst, wordt tot de familie Stylochocestidae gerekend. De wetenschappelijke naam van de soort werd voor het eerst geldig gepubliceerd in 1949 door Marcus.